# Герб Лопатина (смт)
Герб Лопатина — офіційний символ селища Лопатин Шептицького району Львівської області. Затверджений 27 лютого 2004 року сесією Лопатинської селищної ради.
Автор проєкту — А. Гречило.

## Опис
У синьому полі в золотій мандорлі на срібному півмісяці стоїть Богородиця у синій сукні та червоному плащі, у лівій руці тримає Дитя, у правій — золотий жезл, завершений лілією, навколо голів — золоті німби.

## Зміст
Богородиця з Дитям фігурувала на гербі Лопатина ще з ХІХ ст. На прапорі символом Богородиці є лілії. Жовті смуги утворюють літеру «Л», яка вказує на назву селища.